# Stazione di Casoria-Afragola
La stazione di Casoria-Afragola è una stazione ferroviaria che serve le città di Casoria e Afragola ed è posta sul tronco comune alle linee Roma-Formia-Napoli e Napoli-Foggia.

## Storia
La precedente stazione di Casoria, il cui fabbricato è esistente e reca chiara, ancorché fortemente sbiadita, la scritta in caratteri maiuscoli recante i nomi delle città di Casoria (sulla sinistra) e Afragola (sulla destra) divisa dal corpo del fabbricato (40.908654°N 14.29589°E), risale all'inaugurazione della linea e si trovava ad un centinaio di metri di distanza da quella in uso al principio di via Cesare Battisti, prospiciente a piazza Dante e in continuità con un passaggio a livello che fu soppresso nei primi anni trenta del Novecento per essere sostituito dal sottopasso di via Diaz. Tale area era altresì interessata dal passaggio della tranvia Napoli-Caivano, in esercizio fra il 1881 e il 1957 a cura della Société Anonyme des Tramways Provinciaux (SATP).

## Strutture e impianti

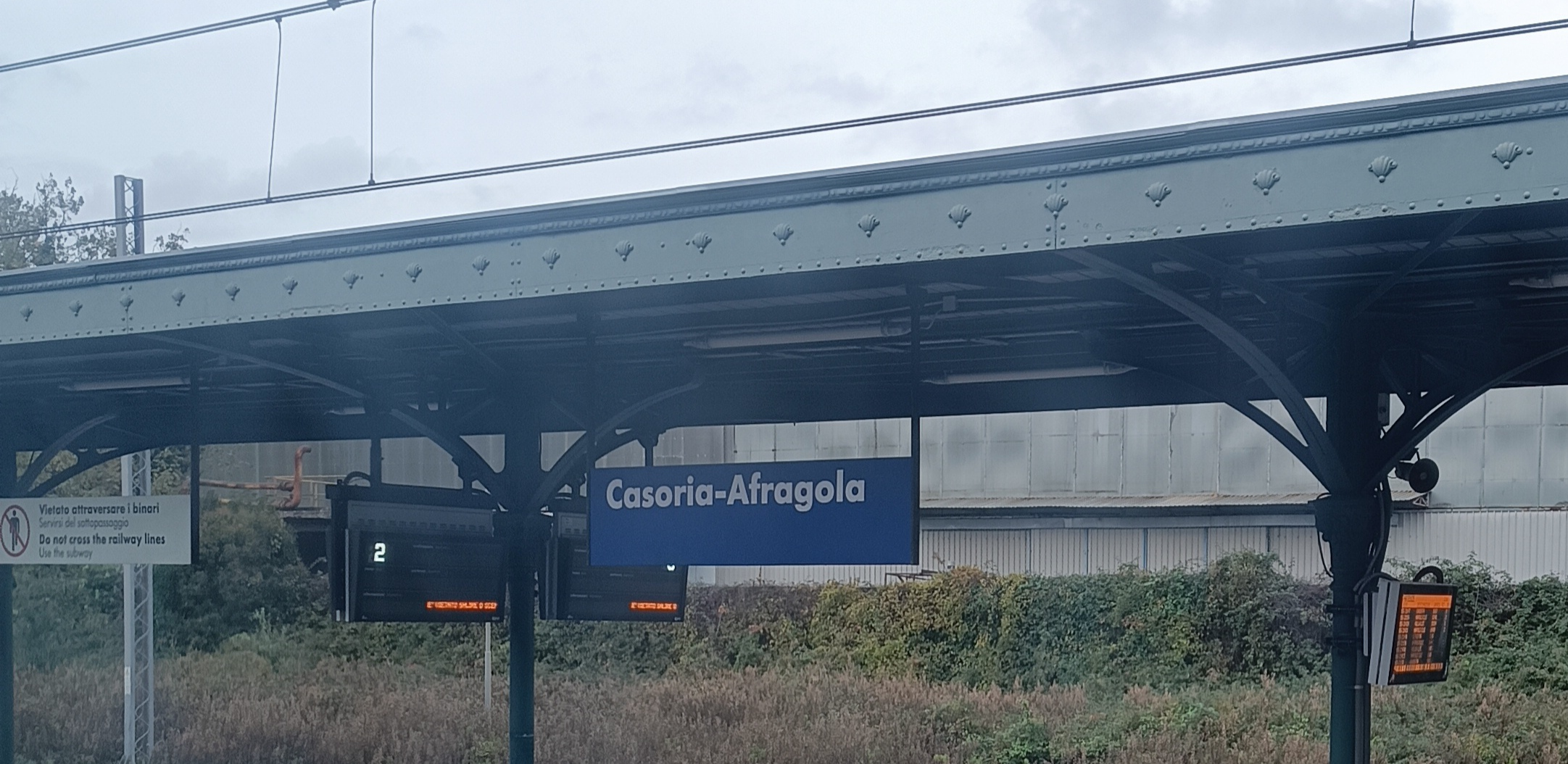
Dettaglio della stazione (2023)

L'impianto è gestito da Rete Ferroviaria Italiana. Il fabbricato viaggiatori è su due livelli: al piano inferiore si trovano la biglietteria, la sala d'attesa e il bar. Il piano superiore era l'ex abitazione del capostazione/custode invece ora è un'abitazione privata.
La stazione ha 4 binari passanti, anche se solamente 3 vengono utilizzati per il servizio passeggeri: ordinariamente il binario 1 (treni provenienti da Napoli Centrale) in direzione Aversa, Caserta, Villa Literno, Formia, Benevento, Latina e Roma; il binario 2 (treni nel senso inverso, in direzione Napoli Centrale); il binario 3, in alcuni casi in sostituzione degli altri.
Oltre ai binari di cui sopra, ve ne è uno (3 in origine, ve ne era un altro più a nord rispetto al fabbricato viaggiatori ora smantellato e uno centrale tra i binari 1 e 3 utilizzato per incroci e precedenze) utilizzati per il ricovero di carri di manutenzione, mentre lo scalo merci, di cui è ancora visibile un fabbricato, è stato dismesso.
Complessivamente, la stazione è dotata di tre edifici: quello principale, con accanto il magazzino, inutilizzato, e due parcheggi, uno dato di gestione a privati e l'altro riservato al personale, quello dei bagni (nonché archivio) e infine lo scalo merci, abbandonato. Nell'area merci di stazione sono presenti ben 8 binari di scalo, tutti dismessi, che avevano anche l'elettrificazione, in seguito rimossa; ve ne sono rimasti solo i pali di sostegno.

## Movimento
L'impianto è servito da treni regionali svolti da Trenitalia nell'ambito del contratto di servizio stipulato con la Regione Campania.
Al 2007, la stazione risultava frequentata da un traffico giornaliero di più di 1.600 persone.

## Servizi
La stazione, che RFI classifica nella categoria "Silver", dispone di:
- Biglietteria a sportello
- Biglietteria automatica
- Sala d'attesa
- Servizi igienici
- Bar

## Interscambi
La stazione permette i seguenti interscambi:
- Stazione taxi
- Fermata autobus

Era attivo un bus-navetta della CTP che collegava le due stazioni di Afragola: Casoria-Afragola e Napoli Afragola. Il servizio cominciava alle 5 del mattino e terminava a mezzanotte, con corse ogni 15 minuti in ora di punta e ogni 20 minuti in fascia morbida.